# Tharbis
Tharbis ou Adoniah est une des épouses de Moïse, son autre épouse étant Séphora.

## L'épouse koushite de Moïse
Dans le Livre des Nombres, Moïse est critiqué par sa sœur Myriam à cause d'une épouse éthiopienne koushite qu'il avait prise, et qui n'est pas nommée.
Celle-ci est appelée Tharbis dans les Antiquités judaïques de Flavius Josèphe ainsi que dans le Psautier de la reine Isabelle. 
Selon Flavius Josèphe, Moïse, avant sa fuite hors d'Égypte et son séjour au Sinaï où il épouse Séphora, commandait l'armée égyptienne dans une expédition contre les forces koushites. Lors de cette expédition, Tharbis s'éprend de Moïse et lui propose de l'épouser en échange de la reddition de la ville de Méroé, la capitale du royaume de Koush : Moïse accepte cette proposition. 
Flavius Josèphe fait donc de cette femme koushite la première et non pas la seconde épouse de Moïse, bien qu'elle n'apparaisse dans la Bible qu'au Livre des Nombres, tandis que Séphora apparaît aux chapitres 2, 4 et 18 du Livre de l'Exode.
Selon un recueil de midrashim, le Sefer ha-Yashar (encore appelé Livre des justes ou Livre de Jasher), Tharbis est la veuve du roi koushite Kikanos et se nomme Adoniah.

## Tharbis et Séphora
Tharbis, la femme koushite de Moïse, n'est pas sémitique et descend de Koush fils de Cham le frère de Sem.
Séphora, la femme madianite de Moïse, est sémitique et descend de Madian fils d'Abraham un descendant de Sem.